# Ростовский кремль
Росто́вский кре́мль — первоначально резиденция митрополита Ростовской епархии, называвшаяся митрополичьим (архиерейским) двором. Расположен в центре Ростова Великого около озера Неро. В настоящее время ансамбль кремля состоит из архиерейского двора, примыкающей к нему с севера Соборной площади с Успенским собором и с юга — митрополичьего сада.
Во время постройки Ростов уже не имел какого-либо оборонного значения, в связи с чем оборонительные сооружения кремля имеют некоторые архитектурные упрощения, которые пришлось бы устранять в случае военной опасности — широкие въездные ворота, отсутствие подошвенных бойниц в башнях, линию верхнего боя в башнях продолжают окна с наличниками и другие. Тем не менее, кремль построен в традициях русского оборонного строительства более раннего периода и является памятником русской военной архитектуры допетровского времени.
С 1998 года Ростовский кремль входит в предварительный список Всемирного наследия ЮНЕСКО.

## История кремля

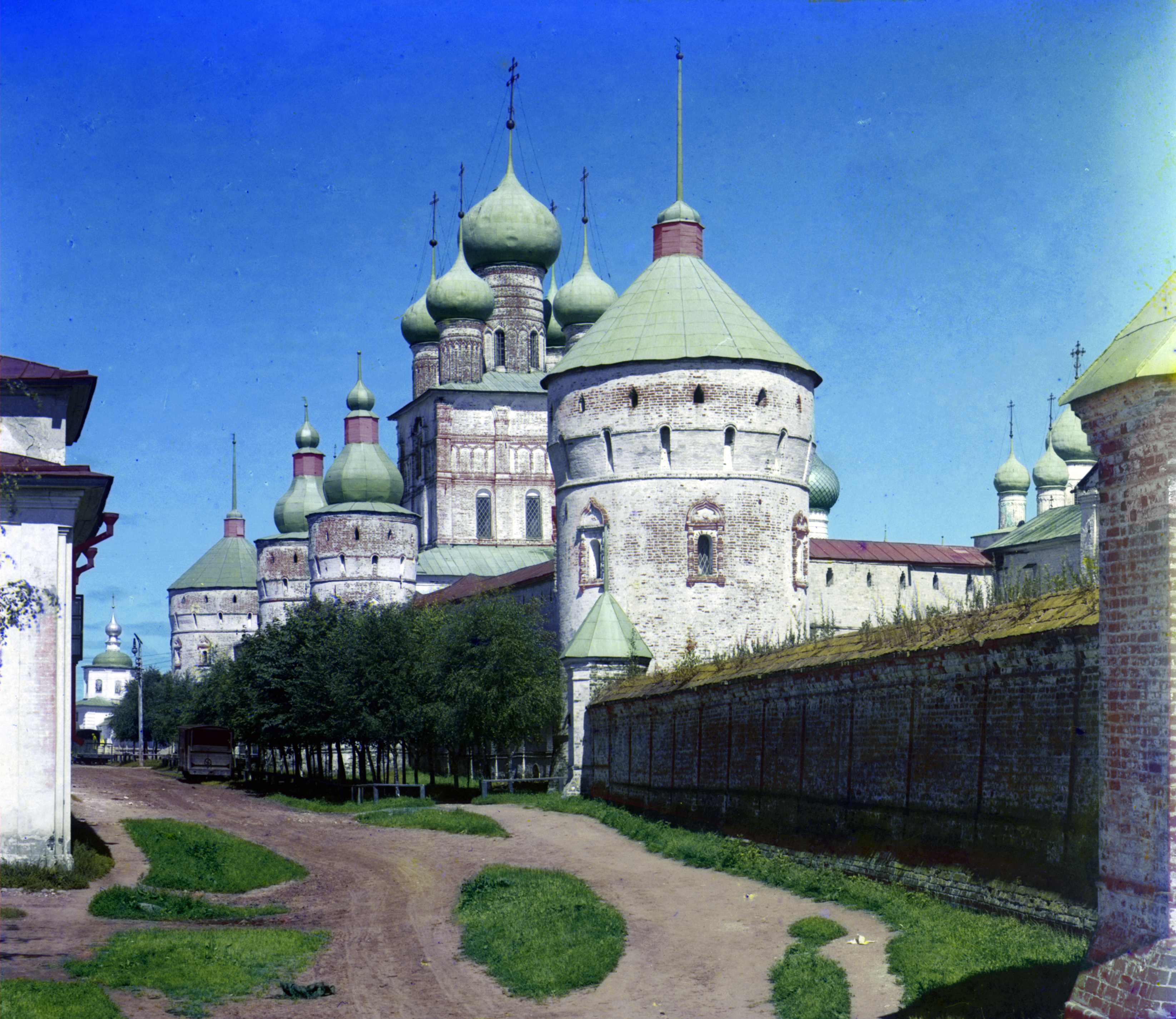
Ростовский кремль. Фото С. М. Прокудина-Горского, 1911 год.

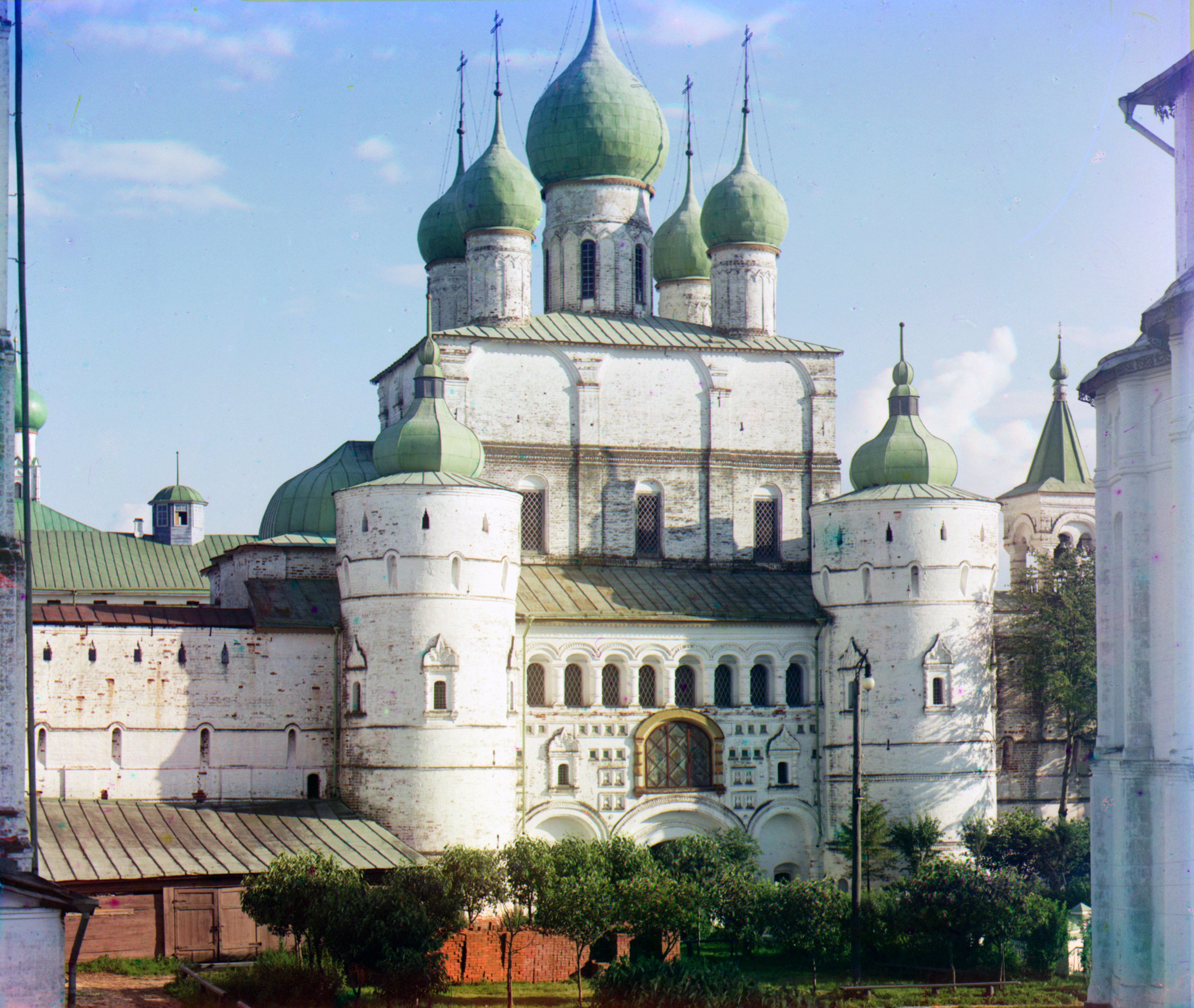
Церковь Воскресения Христова в кремле (надвратная). Фото С. М. Прокудина-Горского, 1911 год.

В IX—XVII веках на месте нынешнего Ростовского кремля находился Ростовский детинец. К XVI веку укрепления пришли в негодность, из-за чего в Смутное время город оказался лёгкой добычей для интервентов и в значительной степени пострадал. В царствование Михаила Фёдоровича под руководством голландского военного инженера Яна Корнелиуса ван Роденбурга (Яна Корнилова) была построена Ростовская земляная крепость в форме звезды по образцу западноевропейской фортификационной техники. Её валы сохранились до наших дней и окружают Ростовский кремль.
Митрополичий двор (Ростовский кремль) был построен в 1650—1680-е годы, по единому замыслу заказчика — митрополита Ионы Сысоевича. Этот замысел предполагал создание рая в полном соответствии с библейским описанием: окружённый стенами с башнями райский сад с зеркалом пруда в центре.
После того, как в 1787 году было принято решение о переносе архиерейской кафедры из Ростова в Ярославль, Ростовский митрополичий двор утратил свою функцию, был оставлен без внимания и постепенно обветшал. Здания ансамбля были заняты различными ведомствами под склады. Богослужений в храмах ансамбля не велось, и архиереи были готовы продать его на слом. Однако благодаря просвещённому ростовскому купечеству в 1860-е — 1880-е гг. архитектурный комплекс был отреставрирован на его средства.
По инициативе А. А. Титова, И. А. Шлякова в октябре 1883 года в Белой палате кремля был открыт Ростовский музей церковных древностей. В 1886 году кремль принял под своё покровительство наследник императорского престола, будущий император Николай II. В 1910 году Государственная дума законодательно закрепила общероссийский статус музея, постановив отпускать из казны деньги на его содержание.
Многие памятники ансамбля были повреждены в результате смерча 24 августа 1953 года, предварительно прошедшего по двум улицам Ростова, а после ушедшего в озеро Неро. Аварийно-восстановительные работы отдельных объектов Ростовского кремля переросли в научную реставрацию по воссозданию первоначального облика всего ансамбля. Работами руководил выдающийся реставратор В. С. Баниге, приехавший в Ростов почти сразу после смерча. В 1957 году на большей части объектов реставрационные работы были закончены. Из-за отсутствия финансирования завершение реставрации состоялось позднее.
С конца 1960-х годов архитектурно-музейный комплекс Ростовского кремля является одной из ключевых достопримечательностей туристского маршрута по древнерусским городам центральной России «Золотое кольцо», привлекающего значительное количество посетителей из России и из-за рубежа.
В 1991 году Русской православной церкви был передан Успенский собор Ростовского кремля.
В 2010 году общественная организация Фонд имени святителя Григория Богослова, при поддержке патриарха Кирилла добивалась передачи комплекса Ростовского кремля Русской православной церкви. В октябре 2010 г. губернатор Ярославской области C. A. Вахруков выступил с заявлением о передаче музея-заповедника «Ростовский кремль» церкви, с выселением музейных фондов в новое здание, и созданием в помещениях кремля архиерейской резиденции и «Всероссийского центра венчания и крещения». Этот проект, однако, вызвал критику со стороны специалистов по охране и изучению объектов искусства и в дальнейшем не был реализован.
В 2013 году Ростовский кремль вошёл в десятку «Символов России», победив в медиаконкурсе «Россия-10».

## Архитектурный ансамбль кремля

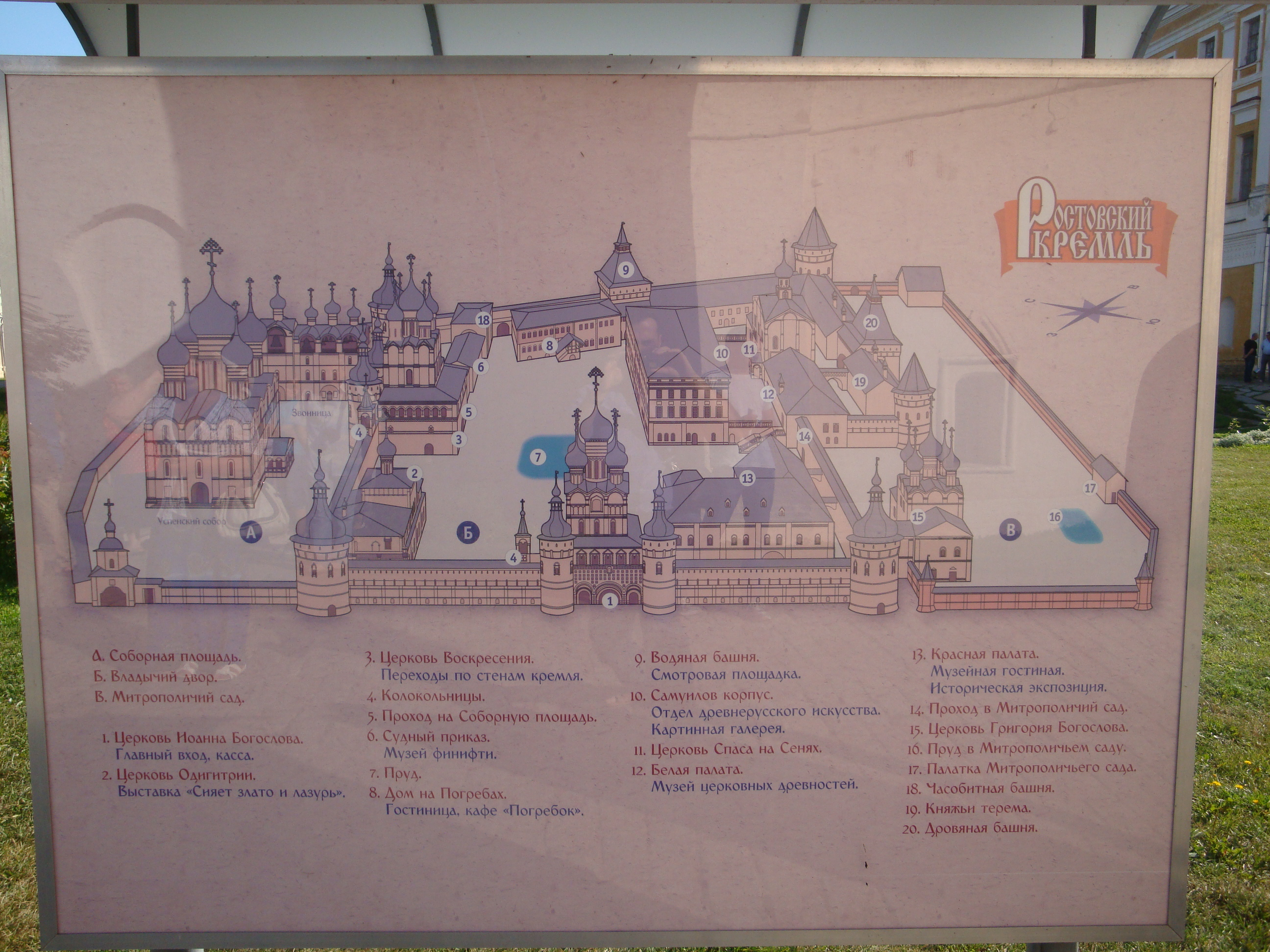
Архитектурный план Ростовского кремля

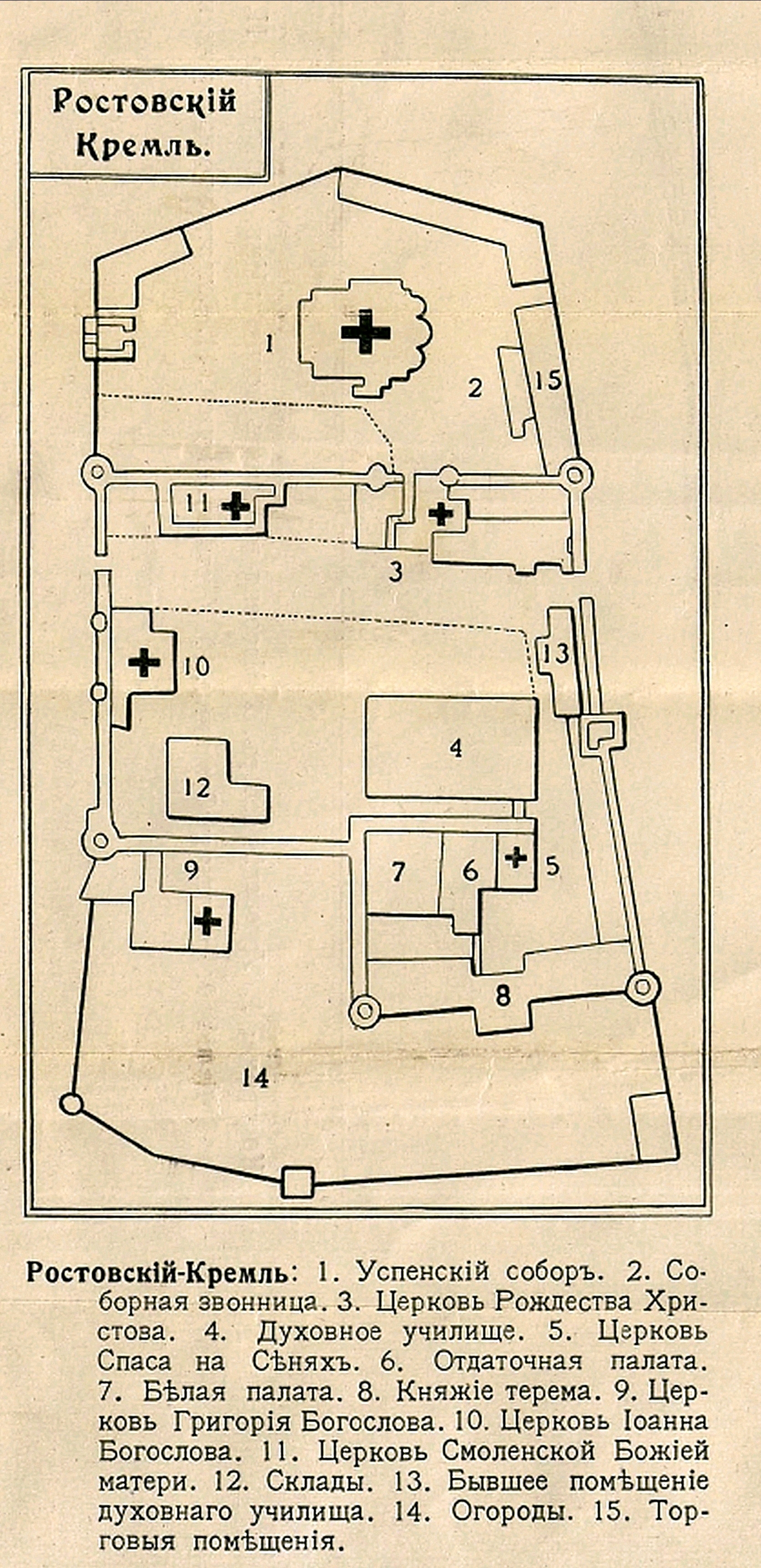
Экскурсионный план Ростовского кремля 1913 года.

Кремль расположен рядом с берегом озера Неро и имеет одиннадцать башен.
Архитектурные памятники кремля:
- Успенский собор (1508—1512)
- Звонница Успенского собора (1682—1688)
- Святые ворота (1754)
- Надвратная церковь Воскресения (около 1670)
- Судный приказ (1650—1660)
- Надвратная церковь Иоанна Богослова (около 1683)
- Церковь Одигитрии (1692—1693)
- Церковь Спаса на Сенях (Спаса Нерукотворного) (1675)
- Церковь Григория Богослова (1680-е года)
- Красная палата (1670—1680)
- Часобойня (XVII век)
- «Дом на погребах» (XVII век)
- Хозяйственный корпус (XVII век)
- Поварня и приспешня (XVII век)
- Самуилов корпус (XVII—XVIII века)
- Белая (Столовая) палата (около 1675)
- Стены и башни Митрополичьего сада (1680-е года, середина XVIII века)
- Садовая палатка (XVII век)
- Башни и стены кремля (1670-е — 1680-е года)
- Конюшенный двор (конец XVII века)

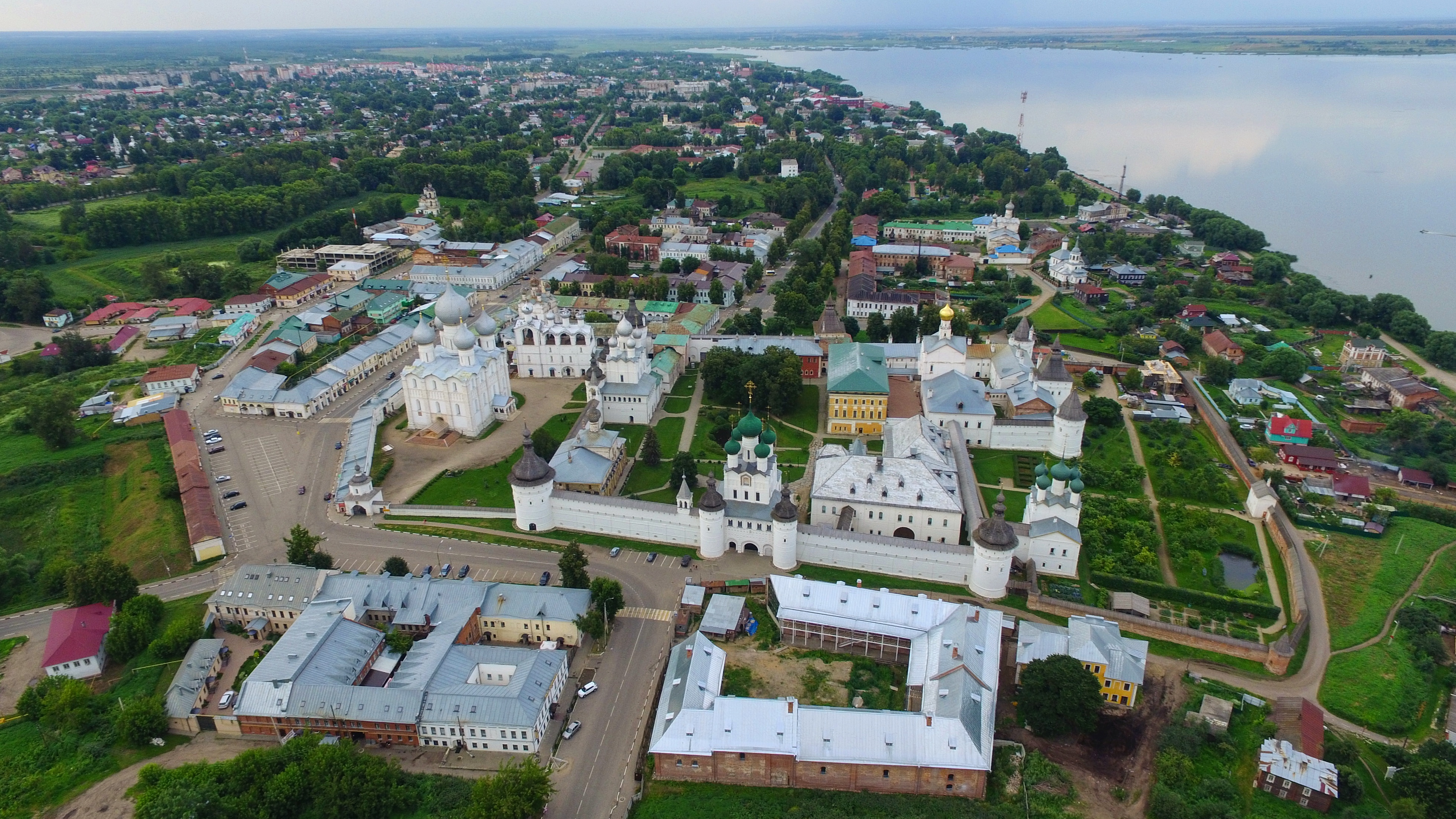
Вид на кремль с высоты птичьего полёта
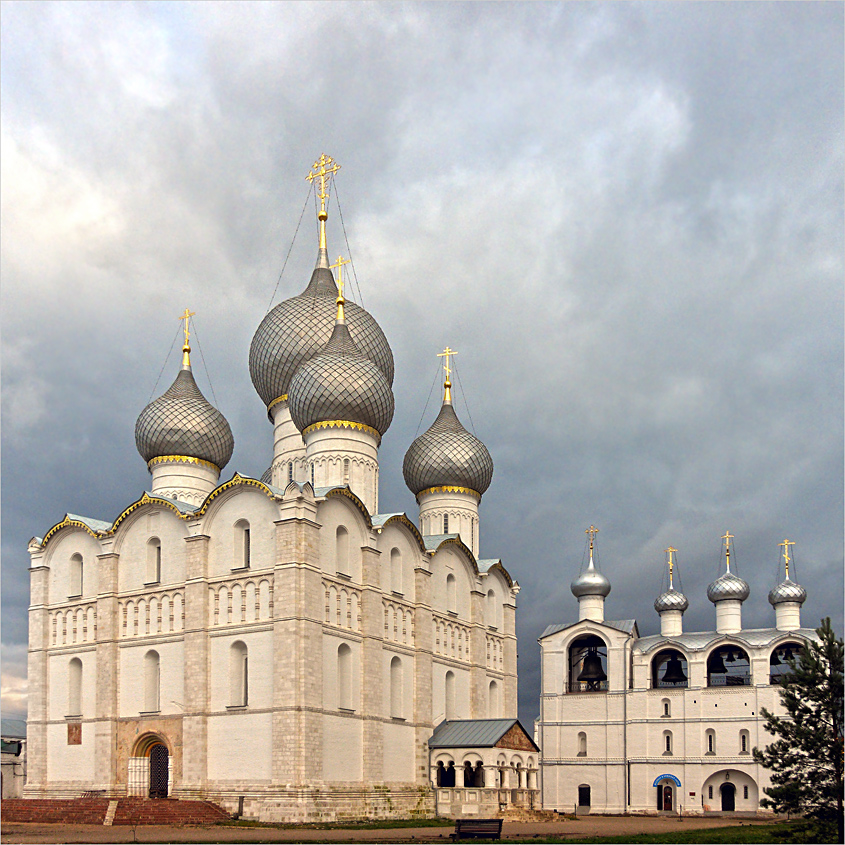
Успенский собор и звонница
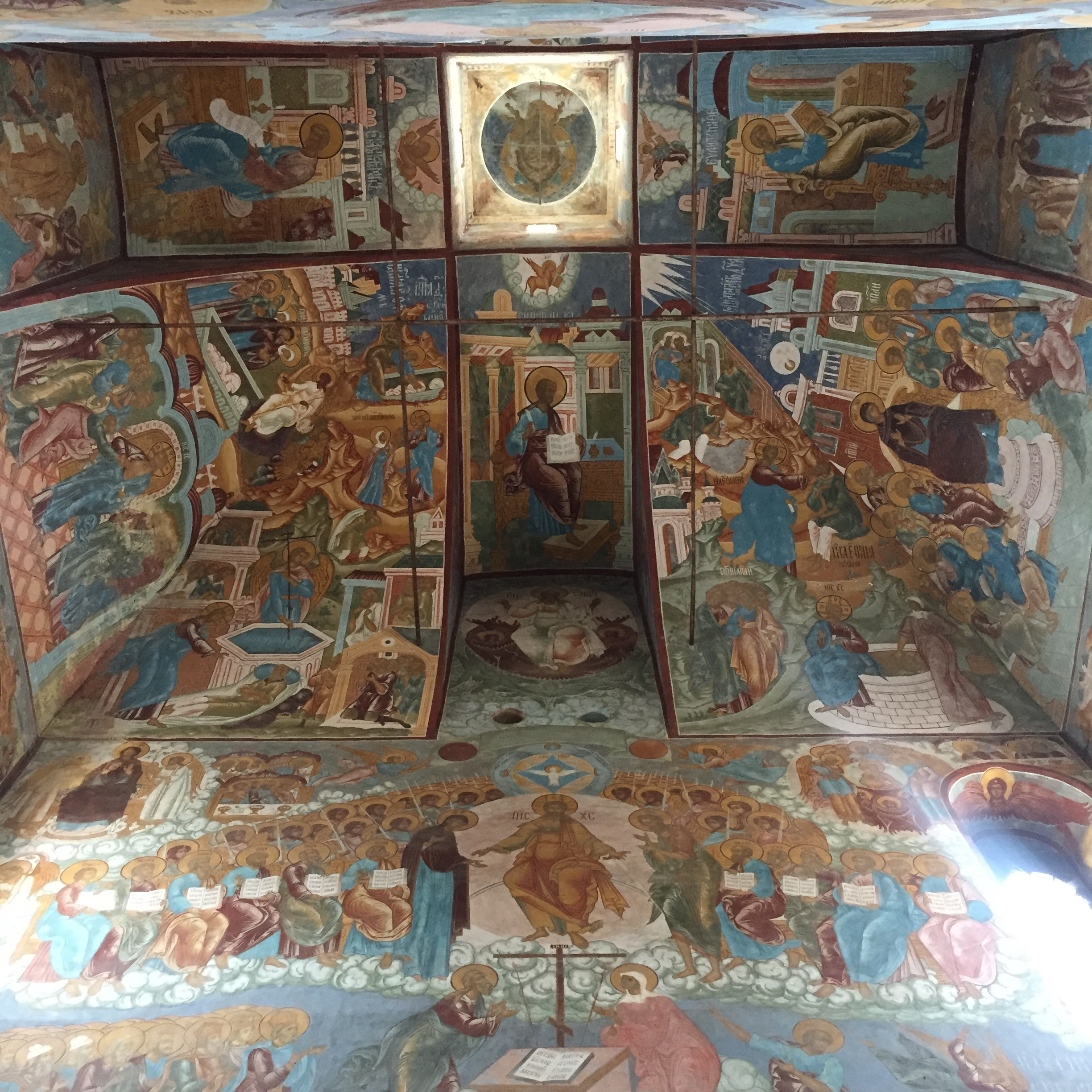
Роспись стен церкви Спаса на Сенях
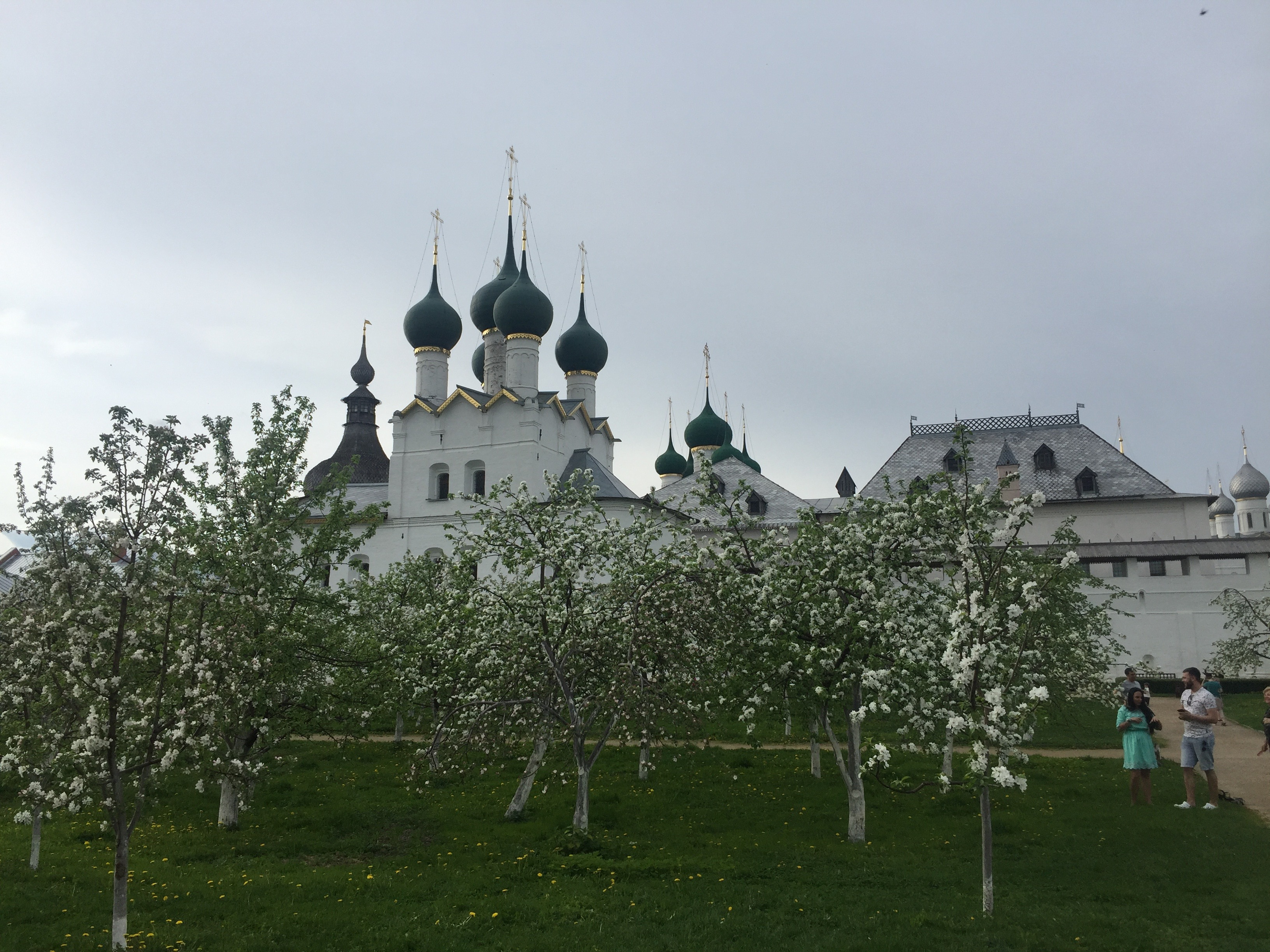
Митрополичий сад Ростовского Кремля весной
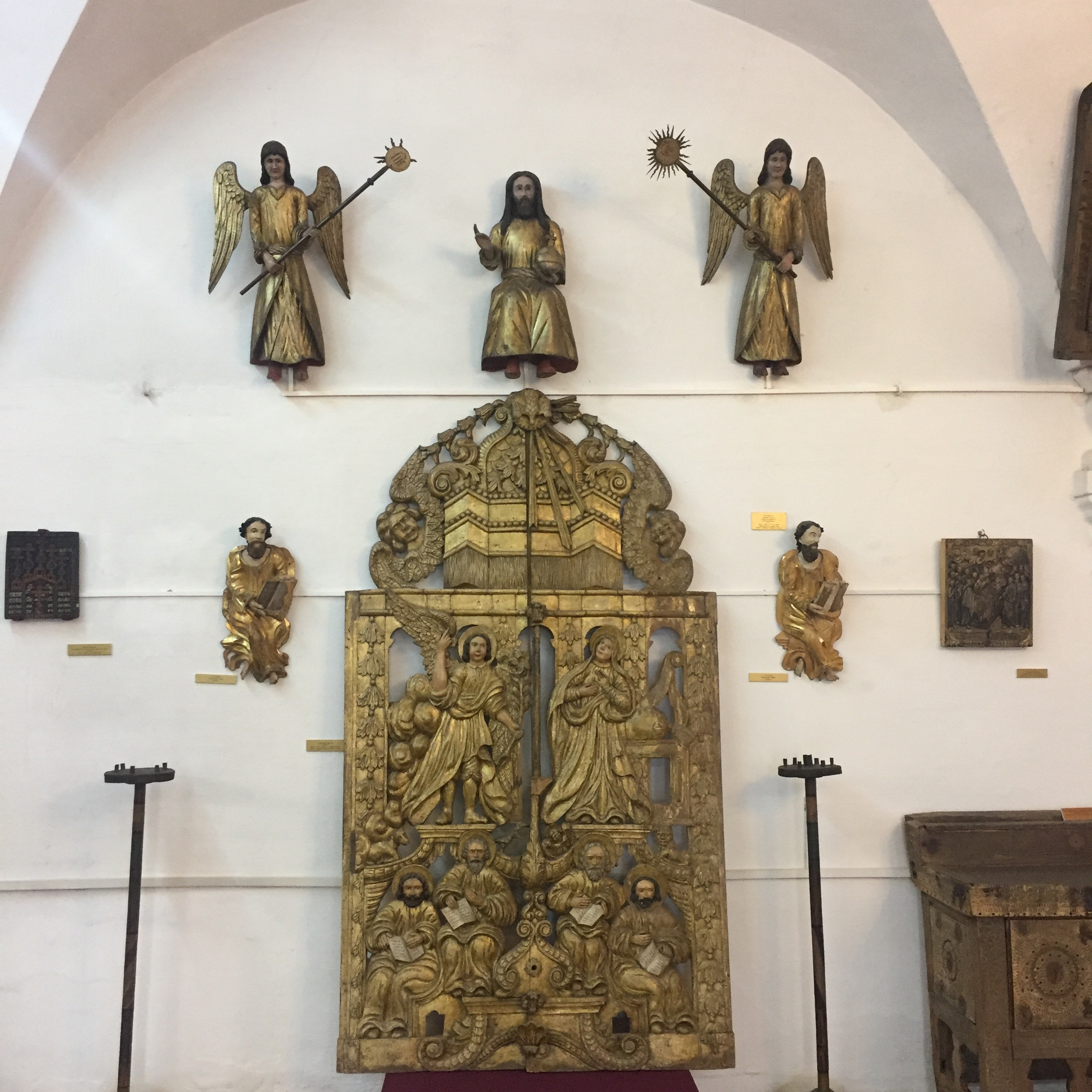
Историческая экспозиция в Красной Палате

### Успенский собор
Успенский собор (1508—1512) стоит на месте своих белокаменных предшественников XII—XIII вв. Собор во многом сходен с Успенским собором в Москве. Это монументальное пятиглавое сооружение, выполненное в простых и благородных формах. Высота собора с крестом 60 м. Собор сложен из кирпича, а цоколь и сильно выступающие лопатки из белого камня.
Многочисленные декоративные элементы — аркатурно-колончатые пояса, горизонтальные тяги филёнки и т. п. — придают облику храма особую пластическую выразительность, красоту и устойчивость до сих пор. В 1991 году собор и звонница были переданы Русской православной церкви.

### Звонница Успенского собора
Звонница Успенского собора (1682—1688) сооружена к юго-востоку от Успенского собора, состоит из двух объёмов и увенчана четырьмя главами. По заказу митрополита Ионы отлили 13 колоколов, первоначально были отлиты колокол «Полиелейный» (1000 пудов) и колокол «Лебедь» (500 пудов), а вскоре после них — самый большой колокол «Сысой» весом 2000 пудов. Колокола имели свою тональность и производили гармоничные музыкальные звоны.
На звоннице полностью сохранился набор из 15 колоколов.

### Церковь Спаса на Сенях

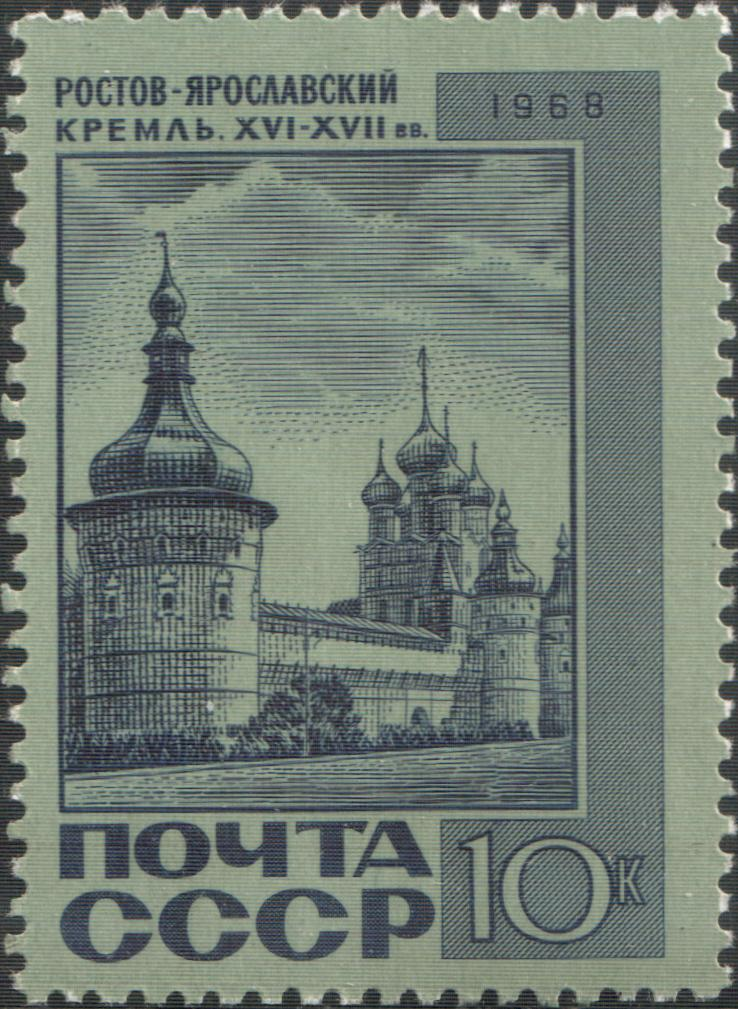
Почтовая марка СССР, 1968 год

Церковь Спаса на Сенях была построена в 1675 году. Она была домашним храмом митрополита Ионы Сысоевича. Эта церковь примечательна тем, что в её архитектуре использованы черты декора собора Успения Пресвятой Богородицы, но только в более простом и строгом исполнении.

### Церковь Одигитрии
Церковь Одигитрии — одна из церквей на Ростовском архиерейском дворе (кремле). Построена в 1692—1693 годах, чуть позже, чем другие здания ансамбля Архиерейского двора, при преемнике Ионы Сысоевича митрополите Иоасафе. Является представителем стиля московского барокко. Последнее по времени самостоятельное сооружение Архиерейского двора.

### Церковь Иоанна Богослова
Церковь Иоанна Богослова была построена около 1683 года. Эта надвратная церковь является одним из последних храмов времён митрополита Ионы. Исследователи[какие?] отмечают, что этот памятник истории и архитектуры выглядит более нарядным, чем другие церкви кремля.

## Кремль в культуре

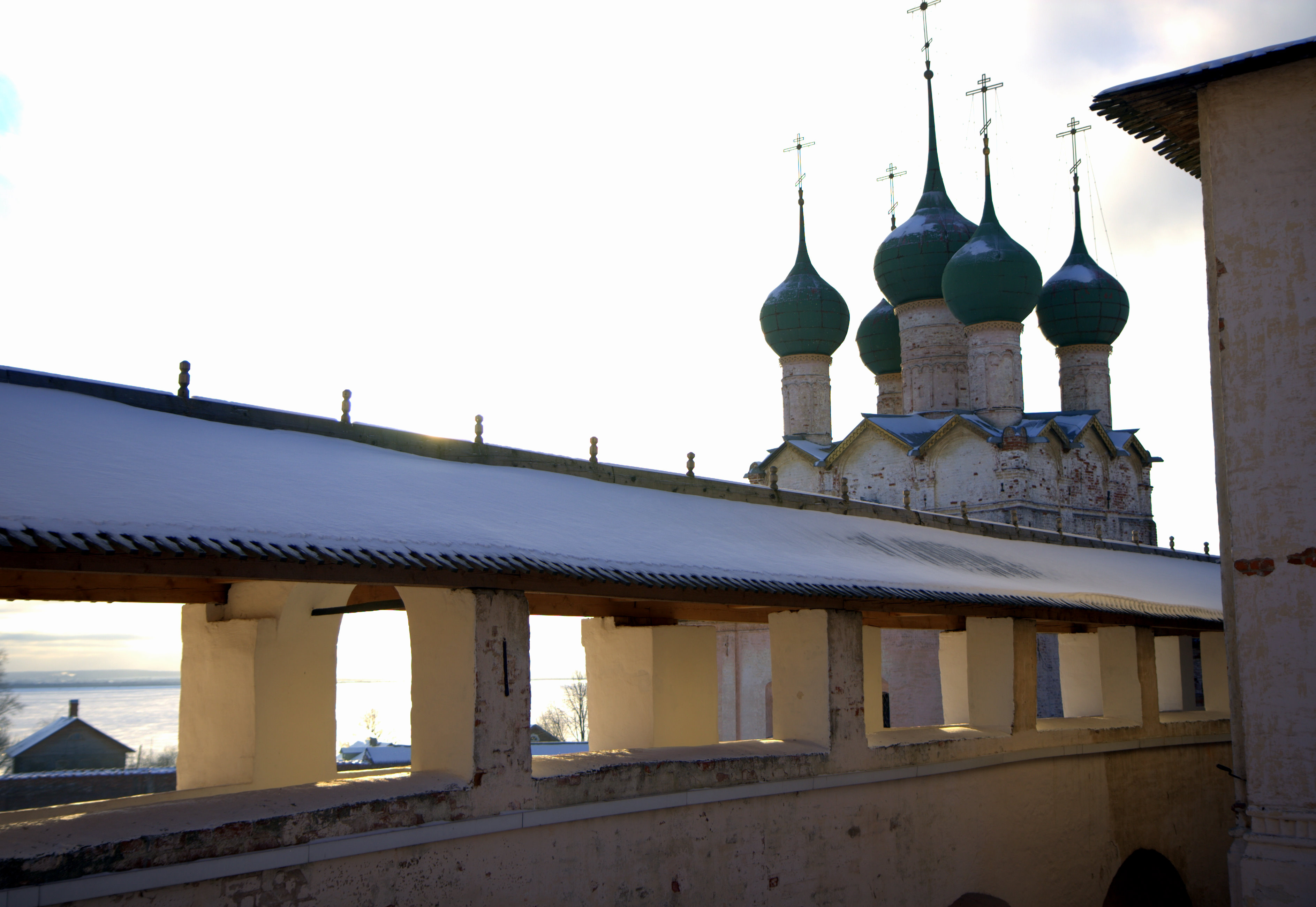
Крытые арочные переходы внутри кремля, по которым бегали герои фильма «Иван Васильевич меняет профессию»

В конце 1960-х — начале 1970-х годов в Ростовском кремле проходили съёмки эпизода поимки инкассатором Анисовым Фантомаса для фильма «Семь стариков и одна девушка», а Леонид Гайдай выбрал Ростовский кремль в качестве Москвы XVI века для съёмок фильма «Иван Васильевич меняет профессию». В 2010 году Ростовский кремль вновь «сыграл» роль Московского — для телесериала «Раскол».